# Monte San Pietrangeli
Monte San Pietrangeli es una localidad y comune italiana de la provincia de Fermo, región de las Marcas, con 2569 habitantes.

## Evolución demográfica
| Gráfica de evolución demográfica de Monte San Pietrangeli entre 1861 y 2001 |
|                                                                             |
| Fuente ISTAT - elaboración gráfica de Wikipedia                             |

## Personajes célebres
- Luigi Fontana (1827-1908), scultor y pintor;
- Romolo Murri (1870-1944), sacerdote y político;
- Onorato Damen (1893–1979), político;
- Giulio Conti (1939), político.